# Ongata Rongai
Ongata Rongai es una localidad de Kenia perteneciente al condado de Kajiado.
Tiene 40 178 habitantes según el censo de 2009. Forma parte del área metropolitana de Nairobi.

## Demografía
Los 40 178 habitantes de la localidad se reparten así en el censo de 2009:
- Población urbana: 40 178 habitantes (19 271 hombres y 20 907 mujeres)
- Población periurbana: no hay población periurbana en esta localidad
- Población rural: no hay población rural en esta localidad

## Transportes
Varias avenidas permiten el acceso a la capital nacional Nairobi, con la cual limita por el norte a través de Langata. Hacia el suroeste de Ongata Rongai sale la carretera C58, que lleva al lago Magadi recorriendo las áreas rurales del oeste del condado de Kajiado. El acceso a Kajiado se hace por una carretera secundaria que sale de la C58 y lleva hacia el sureste a la A104.